# Osage

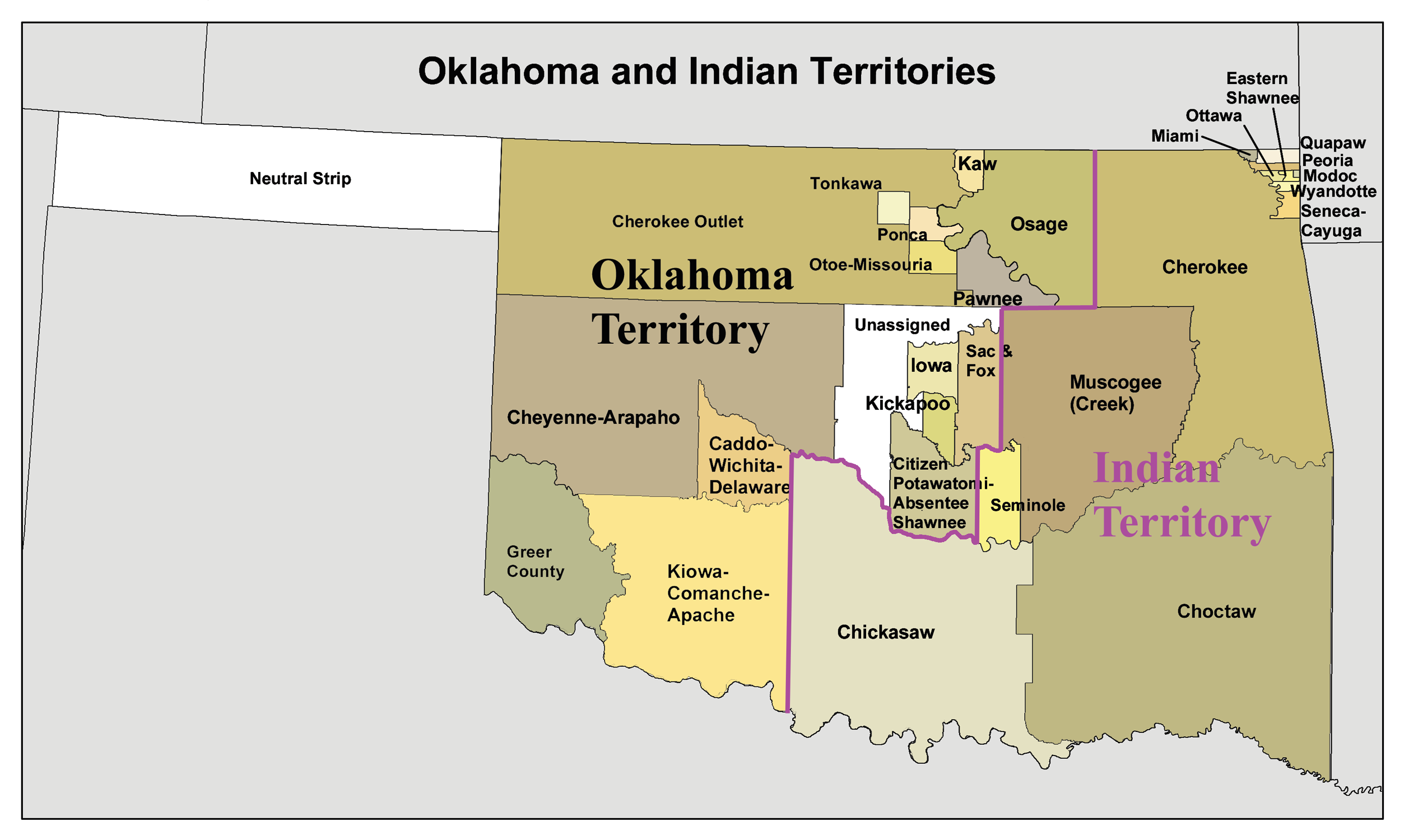
Oklahoma um 1890

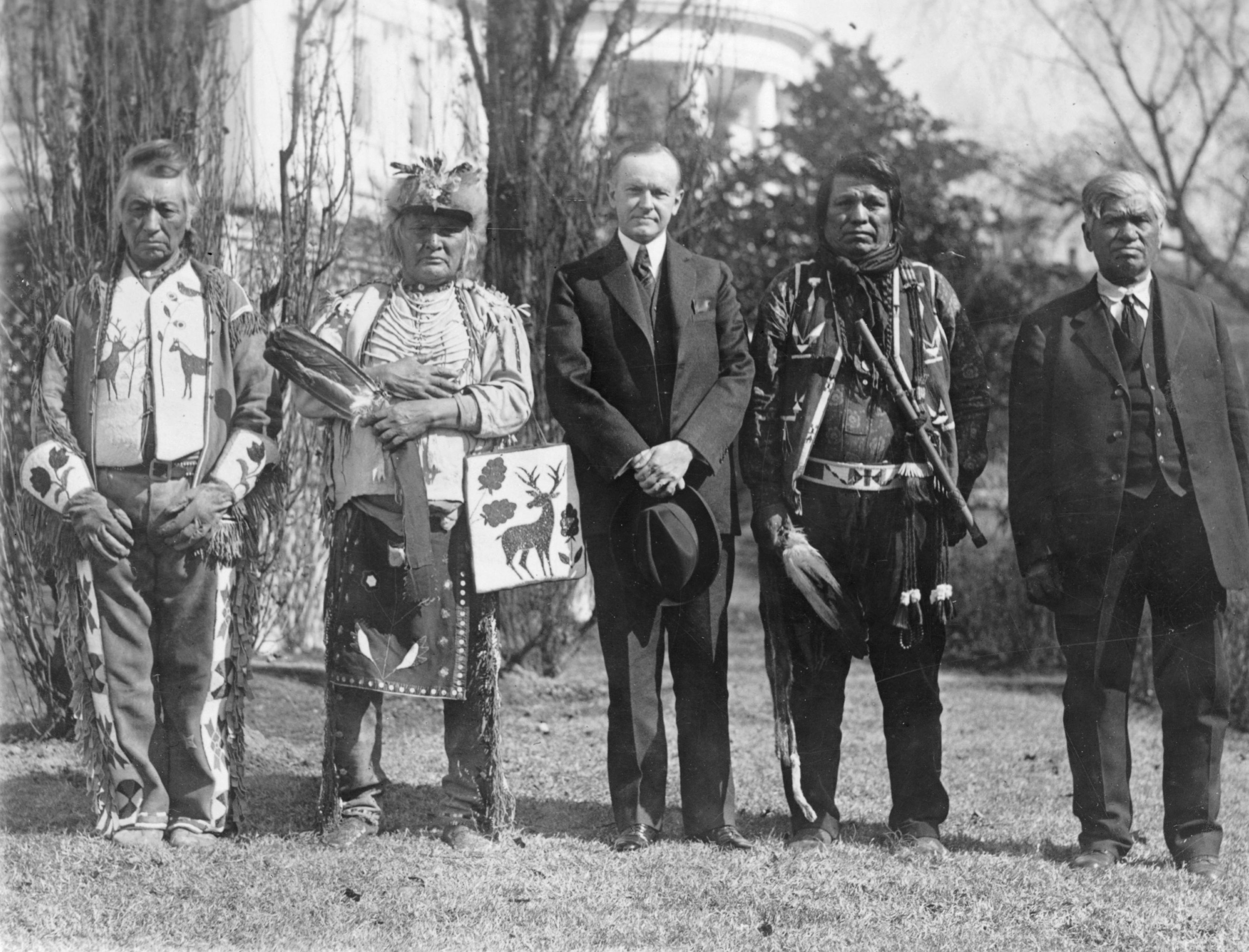
US-Präsident Calvin Coolidge mit vier Osage-Indianern nach der Unterzeichnung des Indian Citizenship Act (1924)

Die Osage ([ˈoʊseɪdʒ] oder [oʊˈseɪdʒ]) sind ein nordamerikanischer Indianerstamm aus dem Dhegiha-Zweig der Sioux-Sprachfamilie. Der Stamm ist von den Vereinigten Staaten von Amerika als einer von 33 Indianerstämmen in Oklahoma anerkannt. Die Hauptstadt der Osage Nation befindet sich in Pawhuska, Oklahoma. Der Stamm besitzt juristische Hoheitsrechte im gesamten Osage County. Die Osage selbst nannten sich ursprünglich Ni-u-kon-ska (𐓁𐓣 𐓂𐓤𐓘𐓯𐓤𐓘͘) („Volk der mittleren Gewässer“), ab dem späten 17. Jahrhundert bezeichneten sie sich als Wah-zha-zhe oder Wa-sha-she (jeweils englische Transkription). Dies bedeutet „Volk des Wassers“ und war der Name ihres in ihrer Mythologie und Stammesgeschichte dominanten Originalstammes. Später schlossen sich weitere sprachlich und kulturell verwandte Stämme den Wah-zha-zhe an und entwickelten sich zu den Osage.
Die heute allgemein gebräuchliche Stammesbezeichnung als Osage entwickelte sich durch die Anpassung der Schreibweise und der Aussprache des Namens Wa-sha-she durch die französischen Siedler und die Briten. Die Franzosen schrieben die erste Silbe Oua und den ganzen Namen als Ouasage. Die Briten und Amerikaner wiederum schrieben Osage. Sie sprachen den Namen stark verändert aus: die erste Silbe ohne [a] und die zweite Silbe mit dem Diphthong [eɪ], gefolgt von dem Konsonanten [dʒ].

## Wohngebiet und Geschichte

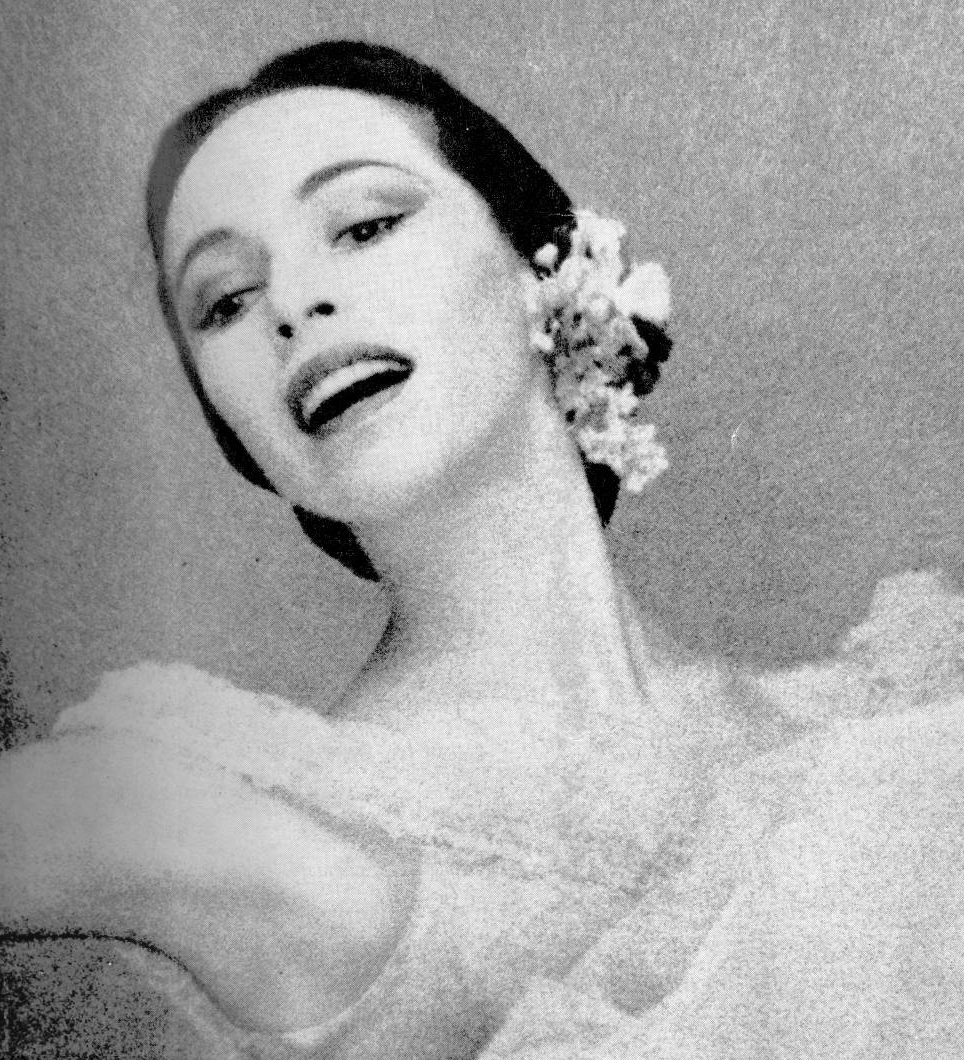
Die Osage Maria Tallchief

Wie auch die anderen Mitglieder dieser Untergruppe (Omaha, Ponca, Kansa und Quapaw) wanderten die Osage von der Atlantikküste westwärts, nachdem sie zuvor auf dem Piedmont-Plateau zwischen James und Savannah River in Virginia, North und South Carolina gelebt hatten. Später zogen sie den Ohio River hinab, über den Mississippi bis auf das Ozark-Plateau und in die Prärien des heutigen westlichen Missouri. Zu diesem Zeitpunkt trennten sich die fünf Stämme; die Osage blieben in Dörfern am Osage River, wo sie Jacques Marquette zufolge 1673 wohnten. 1802 lebten sie laut Lewis und Clark am Osage River, am Little Osage River flussaufwärts und am Vermilion River, einem Nebenfluss des Arkansas River. Ihr Stammesgebiet war sehr weit ausgedehnt, es erstreckte sich über große Teile von vier heutigen Bundesstaaten: Missouri, Kansas, Oklahoma und Arkansas. Die Fläche betrug etwa 200.000 km², das ist mehr als die Hälfte der Fläche von Deutschland (etwa 350.000 km²). Die Osage nannten ihr Land wegen dessen zentraler Lage und Fruchtbarkeit ‘das Zentrum der Erde’ und verstanden sich als Bewahrer dieses Landes im Namen von Wa-kon-ta-ke (The Mysterious Being of the Universe). Der Stamm zählte zu dieser Zeit 5.500 Angehörige. Sie lebten dort bis ins frühe 19. Jahrhundert, als sie ihr Land in Missouri an die Vereinigten Staaten abtraten und nach Westen in das Neosho River Valley in Kansas zogen. Hier wurden die Osage für ihre Ablehnung der weißen Kultur bekannt; sie kleideten sich weiterhin in Tierhäute und lehnten angeblich den Genuss von Alkohol ab.
Nach Ende des amerikanischen Bürgerkriegs (1861–1865) führte der zunehmende Druck auf die US-Regierung, alles Indianerland für die weiße Besiedlung zu öffnen, zum Verkauf des Kansas-Reservats. Den Erlös verwendete man 1870 zum Kauf von Land für die Osage im Indianerterritorium. Das Gebiet wurde den Cherokee abgekauft, welche dieses Gebiet nur zur Jagd verwendeten. Das Gebiet wurde Cherokee Outlet genannt. Das Gebiet der Reservation wurde 1907 durch den Osage Allotment Act auf einzelne Familien aufgeteilt. Jede Familie bekam 757 Acres. Das war bedeutend mehr Land als üblich (Zwischen 40 und 160 Acres). Üblicherweise wurde überschüssiges Land im Rahmen des Dawes Act an Nicht-Stammesmitglieder verlost oder verkauft. Im Falle der Osage wurde überschüssiges Land an die Stammesmitglieder verteilt. Das Recht auf die Nutzung von Bodenschätzen verblieb beim Stamm. Dafür wurde die Osage Mineral Estate geschaffen. Die Entdeckung von Erdöl in dem Osage-Reservat im späten 19. Jahrhundert und ein Abkommen mit der Regierung der Vereinigten Staaten, dass alle Schürfrechte in dem Reservat dem Stamm zukommen sollten (die Pachtgelder wurden pro Kopf verteilt), machten die Osage zu Beginn des 20. Jahrhunderts zu einem sehr wohlhabenden Stamm.
Durch ihren Reichtum waren die Osage allerdings zum Ziel von Verbrecherbanden geworden, die versuchten, ihnen lukrative Landrechte abzunehmen. Die Verbrecher töteten zwischen 1921 und 1926 in einer Osage Indian murders genannten, anfangs mysteriösen Mordserie mindestens 60 Osage. Das Bureau of Investigation (FBI) übernahm die Ermittlungen, die zu einem der ersten großen Fälle der jungen Polizeibehörde wurden. 1920 nahm der Stamm 400 Millionen Dollar an Schürfrechten ein und verteilte diese an seine Mitglieder. Die Osage galten als die reichsten Menschen der Welt. Der Stamm schüttete 1925 13.000 Dollar an jedes Mitglied aus. Eine vierköpfige Familie verdiente dadurch 52.000 Dollar im Jahr, was heute 600.000 Dollar entspricht. Der US-Kongress schritt ein und änderte die Bedingungen der Landrechtübergabe. Nur Nachkommen des Stammes konnten Landrechte übertragen werden. So wurde versucht, die Morde zu stoppen. 1999 verklagte der Stamm das Bureau of Indian Affairs wegen Veruntreuung von Geldern aus Schürfrechten. Am 14. Oktober 2011 wurde dem Stamm eine Entschädigung 380 Millionen Dollar vom United States Court of Federal Claims zugestanden. Der Stamm hatte damals 16.000 Mitglieder.
Ob die Reservation mit der Gründung des Staates Oklahoma vom US-Kongress aufgelöst worden ist, ist umstritten. Zwar bestätigte Präsident George W. Bush einige alte Rechte des Stammes mit dem Osage Reaffirmation Act, anderseits verlor der Stamm 2010 einen Feststellungsprozess vor dem United States Court of Appeals for the Tenth Circuit. Der Prozess ging unter dem Namen Osage Nation v. Oklahoma in die Geschichtsbücher ein. Es ging bei dem Prozess um die Frage, ob die Reservation 1907 aufgelöst worden sei. Das Gericht bestätigte die Auflösung durch den Kongress. Konkret ging es um die Frage, ob eine Osage, welche beim Stamm beschäftigt war, Steuern des Staates Oklahoma entrichten muss. Wäre die Reservation nicht aufgelöst worden, müsste die Angestellte keine Steuern bezahlen, obwohl sich ihr Grundstück nicht im Trust befand. Das Gericht entschied, dass sie die Steuern bezahlen musste, da die Steuerfreiheit nur für Trust Land (Stammesgebiet) und nicht für Fee Land (Privatland) gilt. Die Reservation wurde also in ihren Grenzen aufgelöst durch das Allotment (Verteilung des Landes an die Familien des Stammes). Anderseits anerkennt das Bureau of Indian Affairs Osage County weiterhin als Stammesgebiet an. 2020 verfügte der Stamm über ein Stammesgebiet von 135.000 Acres (546 km²). Das County hat eine Fläche von 5967 km². Der Großteil der Bewohner sind Nicht-Stammesmitglieder. Es bleibt abzuwarten, was die Stammesregierung nach dem Erfolg der benachbarten Muskogee-Indianer vor dem Obersten Gerichtshof der Vereinigten Staaten unternimmt (Siehe McGirt v. Oklahoma und Sharp v. Murphy). 2011 wurde eine Revision des Urteils von diesem Gericht nicht zugelassen.
1997 kam es zu einer Krise, welche beinahe den gesamten Stamm in Oklahoma juristisch ausgelöscht hätte. Seit der Auflösung der Stammesregierung Osage Nation Council 1907 wurden die Geschäfte des Stammes von einem Stammesrat Tribal Council geführt. Im Gegensatz zur Stammesregierung verfügte dieser aber über wenig hoheitsrechtliche Aufgaben. Wahlberechtigt waren die Besitzer der Landrechte und deren Erben. Diese Rechte wurden „headright“ genannt. In einigen Fällen waren diese Rechte vor 1925 an Nicht-Stammesmitglieder weitergereicht worden oder sie wurden an Nicht-Stammesorganisationen vererbt, wie z. B. Kirchengemeinden. Wurde ein „headright“ an mehrere Erben weitergereicht, führte das zu einem Splitting der Stimme. Es war schwierig, ein Wahlergebnis zu ermitteln, da es 1/2, 1/4, 1/8 etc. Stimmen gab. 1990 klagte ein Stammesmitglied, welches nicht über ein „headright“ verfügte, gegen den Stamm. Der Kläger forderte „Ein Mensch, eine Stimme“. Der Stamm änderte 1994 daraufhin seine Verfassung und der Stammesrat wurde neu gewählt. Die 1994 erlassene Verfassung änderte aber am „headright“ als Voraussetzung zur Wahlbeteiligung nichts. Die Änderung schaffte nur die Aufsplittung der Stimmen ab. Auch Besitzer eines halben oder viertel „headright“ besaßen nun eine volle Stimme. Doch der ursprüngliche Kläger William S. Fletcher, zusammen mit drei weiteren Osage des Stammes, welche nicht über ein „headright“ verfügten, klagten vor einem Bundesgericht. Das Argument: Nach der 1994 erlassenen Verfassung waren nur 4.000 der damals 17.000 Stammesmitglieder wahlberechtigt. Dieser Zustand und damit die Verfassung des Stammes verstieße gegen die Verfassung der Vereinigten Staaten. Am 10. Juni 1997 entschied das United States Court of Appeals for the Tenth Circuit im Fall Fletcher v. United States, dass das Gesetz und die davon abgeleitete Verfassung des Stammes gegen die Verfassung der Vereinigten Staaten verstieß. Doch dies führte zu großen Irritationen. Da die Verfassung von 1994 als nicht rechtmäßig erklärt wurde, galt wieder die Liste der Stammesmitglieder, welche im Rahmen des Osage Allotment Act 1906 entstanden war. Danach wären nur 26 Osage stimmberechtigt gewesen. Der Jüngste Wähler wäre 90 Jahre alt gewesen. Am 11. März 2006 wurde eine neue Verfassung verabschiedet, wonach die Stimmberechtigung nicht mehr allein auf den Listen beruhte, welche im Rahmen des Osage Allotment Act entstanden. Möglich wurde dies durch den Osage Reaffirmation Act, unterzeichnet von George W. Bush. Das Gesetz erklärte, dass sich der Stamm eine Verfassung, welche nicht auf den Listen des Osage Allotment Act aufbaut, geben darf. Stimmberechtigung beim Stamm und Teilhaberschaft am Osage Mineral Estate wurden getrennt. Aber auch diese Regelung sorgt für Verbitterung. Nachdem der Stamm am 14. Oktober 2011 eine Entschädigung von 380 Millionen US-Dollar erhalten hatte, stellt sich die Frage, wer diese Zahlungen erhalten konnte. Auch über die Einnahmen aus dem Osage Mineral Assets wird gestritten , da Stammesmitglieder, welche kein „headright“ besitzen, keine Zahlungen vom Stamm erhalten. Der Prozess ist 2020 noch anhängig.
Mitglied der Osage Nation können nach der Verfassung aus dem Jahre 2006 Personen und deren Nachkommen sein, welchen 1906 ein Grundstück zugewiesen wurde. Ein „headright“ zu besitzen, ist nicht mehr Voraussetzung. Ein „Blutanteil“ von mindestens 25 %, wie bei anderen Stämmen üblich, gilt bei den Osage nicht. Stimmberechtigt bei der Wahl der Mitglieder des Osage Minerals Council sind weiterhin nur die Besitzer eines „headrights“. Das Osage Minerals Council schüttet die Gewinne aus der Verpachtung von Schürfrechten an die Stimmberechtigten aus. Andere Stammesmitglieder können auf Antrag gefördert werden. Das bedeutet umgekehrt, dass weiterhin zirka 25 % der Stimmen zur Wahl des Osage Minerals Council von Nicht-Stammesmitgliedern stammen. Stammesmitglieder mit einem Blutanteil von unter 25 % gelten weiterhin als Osage, obwohl die US-Regierung einen Blutanteil von mindestens 25 % für die Klassifikation als Ureinwohner fordert.
Die von den Primaballerinen Maria und Marjorie Tallchief begründete Balletttradition hat nach wie vor große Bedeutung bei den Osage.
Heute zählen die Osagen etwa 20.000 Mitglieder. Zirka 8.000 davon leben auf Stammesgebiet im nördlichen Oklahoma, Osage County.

## Kultur
Die Osage gehörten kulturell zu den halbsesshaften Prärie-Indianern mit der charakteristischen Kombination aus dörflichem Ackerbau und Büffeljagd. Andere wichtige Jagdtiere waren Hirsch, Bär und Biber. Ihre Dörfer bestanden aus mit Matten und Häuten bedeckten großen Langhäusern, unregelmäßig um einen freien Platz errichtet, der für Tänze und Ratsversammlungen genutzt wurde. Während der Jagdsaison wohnten die Osage meistens in Gras- und Strauchhütten (sog. Wickiups) und wenn sie auf Büffeljagd in den Plains gingen, in Tipis. Die Osage unternahmen jährlich drei große straff organisierte Jagden – im Frühjahr und Herbst die Büffeljagd sowie im Winter die Wildtierjagd (Hirsche, Antilopen, Biber). Der Mittelpunkt des Stammeslebens der Osage waren religiöse Zeremonien, bei denen Clans in symbolische Himmels- und Erdgruppen eingeteilt wurden, wobei man die zuletzt genannten nochmals in trockenes Land und Wasser unterteilte. Die Osage waren bekannt für ihre poetischen Rituale. Es gab den Brauch bei ihnen, jedem neugeborenen Kind die Legende von der Schöpfung des Universums vorzutragen.
Für die Sprache der Osage entwickelte im Jahr 2006 der seinerzeitige Direktor des Osage Language Program, Herman Mongrain Lookout, das Osage-Alphabet.

## Soziale und politische Organisation

### Soziale Organisation in Moieties, Phratrien und Clans
Es gibt verschiedene mündliche Erzählungen über die Entstehung der sozialen und politischen Organisation der Osage (je nach Clan-Zugehörigkeit); jedoch bildeten in der Mythologie und der Stammesgeschichte stets die Wa-sha-she / Wa-zha-zhe / Wah-sha-she den dominanten Clan-Verband der Osage.
Die Osage bestanden aus fünf (nach abweichender Meinung aus vier) Phratrien bzw. Clan-Verbänden / Subdivisions: den Wa-sha-she / Wa-zha-zhe / Wah-sha-she („Wasser-Volk“), den Tsi-shu (Tsi-zhu) („Himmels-Volk“), den Hun-ka (Hon-ga) („Erd-Volk“, auch „Heiliges Volk“), den Isolated Hun-ka (Hon-ga) oder Hun-ka U-tah-nun-ts (Hon-ga U-ta-non-dsi) („Isoliertes Erd-Volk“) sowie den Tsi-ha-she (Tsi-hai-shi) („Jene, die zuletzt kamen“)
Laut Überlieferung der Osage gruppierten die Ne-ke-a-Shin-ka (Society of Little Old Men oder Society of Little Ancient Men) die Clan-Verbände in zwei große Moieties (französisch „Hälfte“) bzw. „Grand Divisions“ – den Tsi-shu (Tsi-zhu) („Himmels-Volk“) und den Hun-ka (Hong-ga) („Erd-Volk“, auch „Heiliges Volk“), die hierbei die Dualität von Himmel (symbolisierte den Frieden) und Erde (zur Erde gehörte das „trockene Land“ sowie das „Wasser“, symbolisierte den Krieg) wiedergaben. Somit lässt sich auch erklären, dass zur Tsi-shu (Tsi-zhu) Grand Division allgemein die folgenden Phratrien (Clan-Verbände / Subdivisions) zählten, die Tsi-shu (Tsi-zhu) („Himmels-Volk“) und die Tsi-ha-she (Tsi-hai-shi) („Jene, die zuletzt kamen“); zur Hun-ka (Hong-ga) Grand Division jedoch allgemein die Hun-ka (Hon-ga) („Erd-Volk“, auch „Heiliges Volk“), die Wa-sha-she / Wa-zha-zhe / Wah-sha-she („Wasser-Volk“) sowie die Isolated Hun-ka (Hon-ga) oder Hun-ka U-tah-nun-ts (Hon-ga U-ta-non-dsi) („Isoliertes Erd-Volk“).
Laut der dominierenden Überlieferung gab es zuerst nur die Wa-sha-she / Wah-sha-she, später gesellten sich noch drei (bzw. vier) weitere Clan-Verbände hinzu.
Eine andere Überlieferung berichtet, dass Wakonda („das große, unerklärliche Geheimnis“) die Wa-sha-she / Wah-sha-she und Tsi-shu (Tsi-zhu) beauftragt habe, die Hun-ka (Hon-ga) aufzuspüren und diesen das rechte Sozialverhalten und Kultur zu lehren, um diese als „Osage“-Stammesmitglieder in den Stammesverband integrieren zu können (durch die Übernahme der tradierten Verhaltensnormen waren die Hun-ka (Hon-ga) keine Fremden mehr). Später hätten sich noch die Hun-ka U-tah-nun-ts (Hon-ga U-ta-non-dsi) und zuletzt die Tsi-ha-she (Tsi-hai-shi) hinzugesellt, so dass nun diese fünf (nach der dominierenden Überlieferung vier) Clan-Verbände die „Osage“-Nation bildeten.
Bei den Osage gab es einst nur 14 Clans, die je zur Hälfte den Wa-sha-she / Wa-zha-zhe / Wah-sha-she und den Hun-ka (Hon-ga) bzw. Tsi-shu (Tsi-zhu)) angehörten und die ersten 14 Feuerplätze bildeten. Durch den Beitritt der Tsi-shu (Tsi-zhu) (bzw. Hun-ka (Hon-ga)) erhöhte sich die Zahl der Clans jedoch auf 21, so dass die symbolische Ordnung und das Gleichgewicht zwischen „Himmel“ und „Erde“ nicht mehr gewahrt war; die „Himmel-Moiety“ wäre nun nur noch durch sieben Clans repräsentiert, während die „Erd-Moiety“ durch 14 Clans ein Übergewicht erhalten würde.
Daher verständigten sich die Osage, dass die Hun-ka (Hon-ga) („Erd-Volk“) nur noch mittels fünf Clans und die Wa-sha-she / Wa-zha-zhe / Wah-sha-she („Wasser-Volk“) nur noch mittels zweier Clans repräsentiert wurden und die Tsi-shu (Tsi-zhu („Himmel-Volk“) ihre sieben Clans behalten durften (somit wurde symbolisch wieder die ursprüngliche Anzahl von 14 Clans erreicht). Später gesellten sich noch die Isolated Hun-ka (Hon-ga) / Hun-ka U-tah-nun-ts (Hon-ga U-ta-non-dsi) (die mittels eines sog. Clan „C“ repräsentiert wurden) sowie zuletzt die Tsi-ha-she (Tsi-hai-shi) (wurden durch zwei Clans, die oftmals als Clan „A“ und „B“ bezeichnet werden, repräsentiert) dazu. Jeder Clan hatte zudem mindestens zwei Subclans (manche hatten bis zu fünf), von denen einer immer als Sho-ka (zeremonielle Clan-Boten) diente – so dass es mindestens 55 Clans gab. Jeder Subclan hatte zudem einen eigenen Namen und besaß ein Totem – und hatte jeweils spezielle zeremonielle Aufgaben zu vollziehen.
Alle Mitglieder einer Moiety (und deren zugehörige Clans) stammten von einem gemeinsamen mythischen Urahnen (oder einem heiligen Tier) ab und bildeten daher eine Erblinie (Lineage). Jeder Osage gehörte einer der beiden Moieties an, deren Mitgliedschaft erblich und unveränderlich war (sie konnte auch durch Heirat nicht geändert werden) – wobei sich die Moiety-Zugehörigkeit aus der Moiety des Vaters (patrilinear) herleitete. Da die Osage kein Mitglied der eigenen Moiety heiraten durften (Exogamie), mussten sie ihre potenziellen Heiratspartner jeweils von der anderen Moiety wählen, so dass Tsi-shu (Tsi-zhu) nur Hun-ka (Hon-ga) heiraten konnten und Hun-ka (Hon-ga) unter den Tsi-shu (Tsi-zhu) wählen mussten (somit ergänzten die Osage mittels Heirat die auf Dualität ausgerichtete Stammesorganisation und fügten diese in eine Einheit). Dieses exogame System verstärkte die Einheit (trotz der vielen Clans) innerhalb der Osage, da beide Moities (Hälften) des Stammes jeweils durch Heiraten miteinander verbunden waren.

### Struktur der Grand Divisions
Hun-ka (Hon-ga) Grand Division („Volk des trockenen Landes, Erd-Volk“, repräsentierten den Krieg):
- Wa-sha-she / Wa-zha-zhe / Wah-sha-she Subdivision („Wasser-Volk“, Originalstamm und Namensgeber der Osage, sieben Clans)
  - Wa-zha-zhe cha (White Wa-zha-zhe cha)
  - Ke-k'in (Carrier of the Turtle People)
  - Mi-ke-the-stse-dse (Cattail People)
  - Pon-ka Wa-shta-ge (Gentle Ponca) oder Wa-tse-tsi (Star That Came to Earth People)
  - O-cu-ga-xe (They Who Make Clear the Way)
  - Ta-tha-xin (Deer's Lungs People)
  - Ho I-ni-ka-shi-ga (Fish People)
- Hun-ka (Hon-ga) Subdivision („Volk des trockenen Landes, Erd-Volk“, sieben Clans)
  - Wa-ca-be-ton (They Who Own the Black Bear)
  - In-gthon-ga (Puma People)
  - O-pxon (Elk People)
  - Mon-in-ka-ga-xe (Maker of the Earth People)
  - Hon-ga Gthe-zhe (The Mottled Earth People)
  - Hon-ga Zhin-ga (The Little Earth People)
  - Xu-tha (Eagle People)
- Isolated Hun-ka (Hon-ga) oder Hun-ka U-tah-nun-ts (Hon-ga U-ta-non-dsi) Subdivision („Isoliertes Erd-Volk“, nach anderer Überlieferung bildeten sie nur einen Clan und keine eigene Phratrie/Subdivision und gehörten direkt der Hun-ka Grand Division an, oftmals als Clan „C“ bezeichnet, hatten nur Subclans).

Tsi-shu (Tsi-zhu) Grand Division („Himmels-Volk“, repräsentierten den Frieden):
- Tsi-shu (Tsi-zhu) Subdivision (sieben Clans)
  - Tsi-zhu Wa-non (Elder Tsi-zhu) oder Wa-kon-da Non-pa-bi (The God Who is Feard by All)
  - Tsi-zhu Wa-shta-ge (Gentle Tsi-zhu) oder Pe-ton Ton-ga Zho-i-ga-the (Great Crane People)
  - Tsi-zhu U-thu-ha-ge (The Last Tsi-zhu)
  - Cin-dse-A-gthe (Wearers of the Symbolic Locks)
  - Tse-do-ga In-dse (Buffalo Bull Face People)
  - Mi-kin Wa-non (Carriers of the Sun and Moon)
  - Hon Zho-i-ga-the (Night People)
- Tsi-ha-she (Tsi-hai-shi) Subdivision („Jene, die zuletzt kamen“, hatten zwei Clans, die oftmals als Clan „A“ und „B“ bezeichnet werden, diese unterteilten sich wiederum)
  - Ni-ka Wa-kon-da-gi (Men of Mystery)
  - Tho-xe (Buffalo Bull People)

### Politische Organisation in Bands
Neben der auf den Clans und den Moieties aufbauenden sozialen Struktur gab es bei den Osage noch eine politische Organisation: die einzelnen bands (englisch „Stammesgruppen“).
Nach der Überlieferung der Osage wurden sie einst von einer Flut (vermutlich des Ohio River) östlich des Mississippi River überrascht, und auf der Suche nach Sicherheit wurden die Clans versprengt. Diejenigen, die auf kleinen flachen Hügeln im Überschwemmungsgebiet blieben und überlebten, wurden Heart Stays People genannt. Einige Clans erklommen Bäume, um sich zu retten, und wurden daher Tree Sitters (Jene, die auf Bäumen sitzen) genannt. Eine dritte Gruppe fand Schutz in einer Senke eines nahen Hügels und wurde Down Under People genannt. Die ersten beiden Gruppen und ca. die Hälfte der dritten Gruppe verließen die übrigen Osage und wurden bald Utsehta (Little Bone Osage) genannt. Eine fünfte Gruppe von Clans flüchtete sich in ein dornenreiches und mit viel Dickicht bewachsenes Seitental und wurden Thorny Bush People genannt. Die sechste und letzte Gruppe schaffte es, einen bewaldeten Hügel zu erklimmen – diese wurden Upland Forest People genannt. Die Thorny Bush People, Upland Forest People und der Rest der Down Under People waren allgemein auch als Big Hills People oder Pahatsi (Big Bone Osage) bekannt.
Später ließ man Bone weg, so dass die allgemein bekannten Bezeichnungen Little Osage und Big Osage üblich wurden. Die Little Osage (lebten entlang des Missouri River und dessen Nebenflüssen), hatten eine engere Beziehung zu den Missouri und den Illinois als die anderen Gruppen, die Big Osage (lebten entlang des Osage River, des Little Osage River und deren Nebenflüssen) wiederum unterhielten enge Verbindungen mit den Quapaw. Die Population der Big Osage betrug zu dieser Zeit ungefähr mehr als das Doppelte als die der Little Osage. Da fast alle Kon za-Clanmitglieder Big Osage waren, ist es möglich, dass der Großteil der Kon za der Little Osage sich von diesen löste und ab nun als Kansa (Kon za, Kaw) ein eigenständiges Volk bildete. Gegen 1802 entstand eine dritte Gruppe, die Santsukhdhi (meistens Arkansas Band genannt), als Tracks Far Away II (Ka-she-Se-gra), der Grand Hun-ka Chief zu dieser Zeit, knapp die Hälfte der Big Osage an den Arkansas River führte. Diese Gruppe siedelte zudem entlang des Vermilion River, Neosho River, Grand River sowie Verdigris River.
So gab es Ende des 18. Jahrhunderts drei große geographische Zusammenschlüsse von Gruppen – die Little Osage, die Big Osage sowie die Arkansas Band. Jede dieser Gruppen hatte wiederum eigenständige Führungen entwickelt – für die Little Osage ist ein Oberhäuptling belegt. In jeder dieser drei Gruppierungen waren wiederum alle 24 Clans (und deren Subclans) vertreten und jede band (Gruppe) bestand aus zwei oder mehreren Clans.

## Militärische Organisation

### Grand Hun-ka und Grand Tsi-shu Chief
Neben der Organisation der Osage in Moities (Grand Divisions) und Phratrien (Verbände oder subdivisions) etablierten die Ne-ke-a-shin-ka (Society of Little Old Men oder Society of Little Ancient Men) eine erbliche Linie aus dem jeweiligen Peacemaker-Clan (des Clans, der für die Erhaltung des Friedens nach außen und nach innen zuständig war) der beiden Grand Divisions – so dass es einen Grand Tsi-shu Chief und einen Grand Hun-ka Chief gab. Da der Grand Tsi-shu Chief von der Tsi-shu (Himmels-Volk) Grand Division war und für den Frieden verantwortlich war, so war für den Krieg und für die Jagd (in beiden Fällen wurde ja getötet) der Grand Hun-ka Chief der Hun-ka (Erd-Volk) Grand Division zuständig. Obwohl die beiden Grand Chiefs theoretisch gleich viel Macht besaßen (oder besser verantworten mussten), dominierte doch im Alltag der Grand Tsi-shu Chief, da er als Sprecher der Ne-ke-a-shin-ka gegenüber benachbarten Völkern und später den Spaniern, Franzosen und Amerikanern auftrat. Zusätzlich zu der erblichen Linie (Lineage) der Grand Chiefs, die in gewissem Sinne die Exekutive und Judikative der Osage-Gesellschaft darstellten (stark limitiert und begrenzt in ihrer Macht durch die Legislative, die Society of Old Men – die die Zeremonien, Legenden, religiöse und schamanische Rituale der Osage beherrschten) gab es auch noch die Führer der einzelnen bands (Stammesgruppen). Diese verdankten ihre Autorität und Macht nur dem Einvernehmen und dem Vertrauen der Mitglieder ihrer Gruppe in ihre Führungsqualitäten und waren diesen auch verantwortlich. An Autorität und der daraus abgeleiteten Macht reichten aber die einzelnen band chiefs (Häuptlinge) nicht an die Grand Tsi-shu oder Grand Hun-ka chiefs heran.

### Ah-ki-ta (auch Ah-ke-ta)
Neben den Ki-he-ka (Häuptlingen) gab es zudem noch verschiedene Klassen von Ah-ki-ta („Beschützer-Bewahrer“, engl. Protectors, oft auch Soldiers). Um den beiden Grand Chiefs bei der Umsetzung ihrer Aufgaben und Pflichten zu helfen, war jeder Grand Chief ermächtigt, fünf Helfer, die sog. Ki-he-ka Ah-ke-ta (Chief Protectors), zu benennen. Diese Ah-ki-ta mussten von allen zehn Clans gewählt werden, wobei die Grand Chiefs nicht verpflichtet waren, unbedingt Ah-ke-ta aus den Clans ihrer eigenen Grand Division zu wählen.
Die Ah-ke-ta mussten aus folgenden Clans gewählt werden:
- Hun-ka Grand Division: Wa-sop-pe Black Bear/Panther oder In-gthon-ga (Puma People), Little Male Deer, O-pxon (Elk People), Hun-ka Ah-hu-tun (Hun-ka Having Wings), Hon-ga U-ta-non-dsi (Isolated Hun-ka-Isolated Earth People)
- Tsi-shu Grand Division: Ni-ka Wa-kon-da-gi (Men of Mystery), Tho-xe (Buffalo Bull People), Tsi-zhu Wa-non (Elder Tzi-shu), Mi-kin Wa-non (Carriers of the Sun and Moon oder Elder Sun Carriers), Tse-do-ga In-dse (Buffalo Bull Face People)

Die jeweiligen fünf Ki-he-ka Ah-ke-ta einer Grand Division bildeten einen Rat, wenn ein Grand Chief gestorben war, oder nicht mehr fähig war sein Amt zu versehen, um einen neuen Grand Chief zu wählen, unter Berücksichtigung seiner Herkunft sowie seiner Qualifikation.
Zusätzlich zu den Ki-he-ka Ah-ke-ta gab es noch zwei weitere Klassen von Ah-ke-ta. Im Krieg und auf der Jagd trug die Verantwortung für den Angriff oder für den Aufbruch zur Jagd der Wa-na-she (Director of the Attack) und seine Helfer, die Wa-na-she Shin-ka (Little Protectors-Little Soldiers). Die andere Klasse von Ah-ke-ta war besonders wichtig im Verhältnis der Osage zu benachbarten Stämmen und später den europäischen Soldaten und Siedlern, denn diese hatten die Aufgabe, das Stammesgebiet vor feindlichen Übergriffen oder Einfällen zu schützen. Diese Moh-shon Ah-ke-ta (Protectors of the Land) mussten einen Angehörigen eines feindlichen Volkes, der im Osage-Land auf die Jagd ging oder in feindlicher Absicht unterwegs war, entweder töten oder wieder aus dem Land jagen. Hatten die Mo-shon Ah-ke-ta die Feinde getötet, enthaupteten sie diese und steckten die Köpfe auf Stangen – als abschreckende Warnung für weitere Eindringlinge. Spanische Berichte schätzen die durch die Osage getöteten indianischen und weißen Feinde auf über ein Tausend. Allein während der amerikanischen Periode, als die Cherokee aus dem Osten vertrieben wurden, starben fast 1000 dieser Cherokee durch die Osage, als sie sich in Teilen von deren Stammesgebieten niederlassen wollten.
Waren aber benachbarte Stämme oder Weiße von Hunger bedroht und hatten um Erlaubnis gefragt, im Stammesgebiet der Osage zu jagen, erlaubten dies die Osage fast immer – und niemand wurde verletzt oder misshandelt. So baten die Wichita, traditionelle Feinde, die unter einer großen Hungersnot während des amerikanischen Civil War litten, die Osage um Erlaubnis, in deren Gebieten auf die Jagd gehen zu dürfen. Die Wichita durften solange im Osage-Gebiet jagen, bis die Hungersnot überstanden war, und mussten daraufhin wieder in ihre eigenen Jagdgebiete zurückkehren – danach begannen die kriegerischen Auseinandersetzungen zwischen den Wichita und Osage von neuem.

### Grand War Party und Small Party
Laut den Überlieferungen der Osage bildeten die Wa-sha-she, Hun-ka, Isolated Hun-ka sowie die Tsi-shu die sog. Grand War Party (auch: War Party in Great Numbers), die zwingend aus Kriegern von allen drei Phratrien (Verbänden) bestehen musste und daher mit langwierigen Zeremonien, zwischen sieben und bis zu vierzehn Tagen, und Zusammenkünften verbunden war, um diese für den Krieg organisieren zu können. Die Tsi-ha-she brachten den Osage die Organisation der sog. Small War Party, die den Osage ermöglichte, schneller in den Kampf zu ziehen, die sich wiederum in drei Klassen unterteilen lassen:
- Small Parties – der ersten Klasse: bestanden aus Kriegern aus je einer Moity oder Grand Division
- Small Parties – der zweiten Klasse: bestanden aus mindestens zwei Clans einer Grand Division
- Small Parties – der dritten Klasse: bestanden aus Kriegern, die einem Clan angehörten

### Kriegsführung
Die drei bands der Osage – die Utsehta (Little Osage), die Pahatsi (Big Osage oder Great Osage) und die Santsukhdhi (Arkansas Band) – hatten unterschiedliche Arten und Wege, Kriege und Auseinandersetzungen zu führen:
Die Little Osage besaßen drei Kriegs-Clans: Mottled Eagle, Men of Mystery und Buffalo Bull People. Diese waren Kriegs-Clans der zweiten Klasse, daher favorisierten die Little Osage die Psychologische Kriegsführung, indem sie systematisch Angst einflößende Überfälle gegenüber feindlichen Stämmen und europäischen Siedlungen ausführten und diese so oft wie möglich schikanierten. Die Big Osage hatten auch meist Kriegs-Clans der zweiten Klasse sowie zusätzlich zwei Division Chiefs, deren Pflicht es war, den Frieden zu erhalten, so dass sie meist ebenfalls wie die Little Osage die Methode der kleinen zermürbenden Nadelstiche wählten.
Die Arkansas Band hatte zwar auch manche Kriegs-Clans zweiter Klasse, die Mehrheit waren aber Mitglieder der verwandten (manchmal als ein Clan betrachteten) Black Bear und Panther (Puma People)-Clans, der führenden Kriegs-Clans unter den Osage. Daher traten diese gegenüber Feinden besonders aggressiv auf und bevorzugten meist die Tötung gegenüber der immerwährenden Belästigung des Feindes in kriegerischen Auseinandersetzungen. Innerhalb der Arkansas Band waren die besonders flexiblen und schnell zu organisierenden (da deren Krieger ja nur einem Clan angehören mussten) Small Parties der dritten Klasse in den Auseinandersetzungen mit den Stämmen der Südlichen Plains, Spaniern und später Amerikanern dominierend.
Die Osage hatten zudem zwei Arten der Kriegsführung gegenüber ihren indianischen Feinden (und später den Europäern) – abhängig vom Gegner und vom Ziel der Unternehmung.
Es gab auf der einen Seite die sog. Bluff Wars (in etwa „vorgetäuschte Kriege“), die meist gegen die halbsesshaften ackerbautreibenden Prärie-Stämme der Caddo-sprachigen Pawnee, Caddo und Wichita geführt wurden. Hierbei mussten die meist hinter ihren Palisaden-Dörfern gut geschützten Caddo erst durch Gesten, Schmähungen, Übergriffe auf Jagdtrupps oder Pferdediebstahl soweit aufgehetzt werden, so dass diese ihre Dörfer verließen und kämpften. Im dann sich ergebenen Kampf siegten meist die Osage, enthaupteten die getöteten Feinde und verkauften die gefangenen Krieger, Frauen und Kinder an die Muskogee und andere Stämme im Südosten. Üblich war es hierbei die obere Gesichtshälfte entweder schwarz oder rot zu bemalen (abhängig von der Grand Division ab) und die untere Hälfte gelb.
An ihrer westlichen, südwestlichen und südlichen Flanke hatten die Osage meist kriegerische Auseinandersetzungen mit den nomadischen als Jäger und Sammler lebenden Plains-Stämmen der Comanchen, Kiowa, Plains Apache (Kiowa Apache), Lipan Apache, Tonkawa, Südlichen Cheyenne und Südlichen Arapaho zu bestehen. Dies waren Völker, die genauso wie die Osage, eine kriegerische Tradition hatten und dem Gegner im Kampf keine Gnade gewährten (besonders Comanche, Kiowa und Apache). In Kämpfen gegen die genannten Stämme bemalten die Osage ihren ganzen Körper schwarz – als Zeichen, dass es keine Chance auf Milde und es einen totalen Krieg geben werde. Meist war in diesen Kämpfen die Arkansas-Band führend.

### Symbolik des Krieges

#### Die vier symbolischen Messer
Der Black Bear Clan war ursprünglich der Hüter der vier Messer, der Moh-he-Se-e-pa-blo-ka (Round Handled Knife): Moh-he-Sop-pe (Black Knife), Moh-he-Hun-ka (Sacred Knife) und Moh-he-Shu-tsy (Red Knife). Diese Messer wurden zuerst den Wa-sha-she, Hun-ka, Isolated Hun-ka und Tsi-shu. Nachdem die Tsi-ha-she mit den Osage verschmolzen, wurden die Messer neu verteilt: Für die ersten zwei Messer wurden der Hun-ka Subdivision die Verantwortung übertragen, für die letzten zwei Messer jeweils die Wa-sha-she Subdivision und die Tsi-shu Grand Division (Tsi-shu und Tsi-ha-she).
Trennte nun ein Osage-Krieger mit einem Messer einem Feind den Kopf ab, so wandelte es sich in diesem Moment in eines der vier symbolischen Messer um (basierend auf der Subdivision, die der Krieger angehörte), so dass der Krieger dies als ehrenhafte Kriegstat zählen durfte.

#### Die sieben mystischen Pfeile
Laut einer Überlieferung des Black Bear Clan waren die Tsi-shu anfangs nicht in der Lage, Krieg zu führen, da sie nicht genügend Waffen besaßen. Hingegen besaßen die Wa-sha-she einen guten Vorrat an Waffen, besonders an Pfeilen, die sie nun den Tsi-shu übergaben. Nun konnten diese gegen die fremden (= feindlichen) Menschen (wahrscheinlich waren sie Cherokee) Krieg führen und diese mit Hilfe der mystischen sieben Pfeile besiegen. Eine andere Version berichtet, dass der Elder Wa-sha-she Clan der Wa-sha-she Subdivision die Autorität und die Macht für die Organisation von Kriegstrupps auf den Hun-ka Clan der Hun-ka Subdivision übertrug. Ein Subclan des Hun-ka Clan fand den Gegner, und der ganze Stamm der Osage begann seine kriegerische Tradition. Zu dieser Zeit baten die Elder Wa-sha-she zudem den Hun-ka ihre sieben mystischen Pfeile an, die es den Osage ermöglichten, ihre Feinde an Gegenwehr zu hindern. In diesen beiden Versionen erhalten entweder die Tsi-shu oder die Hun-ka die sieben mystischen Pfeile von den Wa-sha-she – abhängig von dem Clan, der die Geschichte erzählte (jeder der 24 Clans hatte seine eigene Version, in der dieser im besten Licht dastand).
In allen frühen Legenden (egal welcher Clan sie erzählte) stellen stets die Wa-sha-she die Mutter-Gruppe oder den Originalstamm dar und oft die letzte Lösung für ein Problem. In späteren Erzählungen wurden die Tsi-shu zur dominierenden Gruppe. Die Wa-sha-she, Tsi-shu sowie die Tsi-ha-she tendierten mehr zum Frieden als die Hun-ka und Isolated Hun-ka. Dies bedeutet nicht, dass sie keinen Krieg führten – sie zogen nur die diplomatische Lösung der kriegerischen vor. Die Hun-ka und Isolated Hun-ka wählten zur Lösung ihrer Probleme jedoch meist den Krieg.